# 윤여훈 (트레이닝 코치)
윤여훈(尹汝勳, 1969년 11월 7일)은 스포츠 트레이너이다.

## 출신 학교
- 유성고등학교
- 김천대학교

## 경력 사항
- 1991~1997 한화 이글스 트레이너
- 1998~1999 Dream team 1(국가대표 야구팀) 트레이너
- 1999~2006 롯데자이언츠 트레이너
- 2006~2011 GS 칼텍스 여자 배구단 트레이너
- 1998 세계 야구선수권 은메달
- 1998 방콕 아시아 게임 야구 금메달
- 2008 AVC 아시아 배구 선수권 은메달
- 2012~현재 NC 다이노스 트레이닝 코치

1. 1 2  키움 히어로즈 양도. 김휘집 ↔ 1라운드, 3라운드 지명권